# Liste der Kulturdenkmale in Alberoda
Die Liste der Kulturdenkmale in Alberoda enthält die 16 für den Denkmalschutz ausgewählten Bauwerke (Baudenkmale) und Anlagen (Gartendenkmale). Die Übersicht basiert auf der Kulturdenkmalliste des Freistaats Sachsen aus dem Jahr 2014.

## Übersicht
– alphabetisch vorgeordnet nach den Straßennamen –
Neben den Klartextangaben in der Liste wurden folgende Abkürzungen verwendet:
- für die amtliche Begründung der Aufnahme in die Denkmalliste:

ah = architekturhistorisch interessant; bh = bauhistorisch bedeutsam; bk = baukünstlerisch wertvoll; eg = stadt- oder ortsentwicklungsgeschichtlich wertvoll; eh = eisenbahngeschichtlich interessant; lp = landschäftsprägend; ob = ortshistorisch bedeutsam, op = ortsbildprägend, sh = stadthistorisch bedeutsam, Sw = Seltenheitswert, th = technikgeschichtlich bedeutend; wh = wirtschaftsgeschichtlich bedeutend
Die in Anführungszeichen gesetzten Aussagen sind unmittelbar der Denkmalliste entnommen.
| ID       | Adresse/ Lage                       | Offizielle Bezeichnung                                                                     | amtl. Begründung                                 | Bild und Beschreibung |
| -------- | ----------------------------------- | ------------------------------------------------------------------------------------------ | ------------------------------------------------ | --- |
| 08957260 | Alberodaer Straße / Eisenbrückenweg | Denkmal für die Gefallenen des Ersten Weltkriegs, um 1920 eingeweiht im 21. Jhd. erweitert | ob                                               | einfache Anlage. Wie auf dem Bild zu erkennen, war die erste Tafel am Findling größer und anders gestaltet. Die jetzige Tafel wurde am 14. November 2004 aus Anlass des Volkstrauertages eingeweiht. Sie erinnert nun auch an die Toten aus dem Zweiten Weltkrieg. Der Stein steht etwas erhöht am Hang und ist über einige Stufen erreichbar. Ein kleiner Holzzaun umgibt das Areal.                                       |
| 08957278 | Alberodaer Straße 76                | Türstock, 1888                                                                             | bh                                               | Türgewände und originales Türblatt an einem Privathaus, das von H. W. Bäuerle erbaut wurde (laut Inschrift an der Fassade). Das Gewände ist ein seltenes Beispiel für spätklassizistisches Bauen im Ort. |
| 08957279 | Alberodaer Straße 77                | Wohnstallhaus und zwei Scheunen eines Dreiseithofs                                         | bh                                               | Das Wohnstallhaus stammt aus dem Ende des 18. Jhd., die Scheune aus der Mitte des 19. Jhd. Die Parzelle liegt am Alberodaer Bach. |
| 08957402 | Alberodaer Straße 138               | Stallscheune eines Zweiseithofs                                                            | bh; op                                           | Das Seitengebäude stammt aus dem Ende des 17. Jhd. |
| 08957262 | Alberodaer Straße 140               | Wohnstallhaus und Scheune eines Zweiseithofs                                               | bh; op                                           | Das Wohnstallhaus stammt vom Beginn des 18. Jhd., die Scheune vom Ende des 19. Jhd. |
| 08957263 | Alberodaer Straße 152               | Wohnstallhaus und zwei Seitengebäude eines Dreiseithofs                                    | bh; op                                           | Das Wohnstallhaus stammt aus dem 19. Jhd., die Seitengebäude aus der zweiten Hälfte des 19. Jhd. |
| 08957264 | Alberodaer Straße 154               | Wohnstallhaus, Scheune und zwei Seitengebäude eines Bauernhofs                             | bh; einziges Zeugnis der alten Siedlungsstruktur | Das Wohnstallhaus stammt aus der zweiten Hälfte des 17. Jhd., die Seitengebäude aus dem Ende des 18 Jhd., die Scheune aus dem 19. Jhd. |
| 08957265 | Alberodaer Straße 155               | Grundschule Thomas Müntzer Aue-Alberoda                                                    | bh; oh                                           | Das ehemalige Schulgebäude im klassizistischen Stil mit frühen Jugendstilformen wurde 1898/1899 errichtet. Das Schulhaus wurde im 21. Jahrhundert zu einer Kita umgebaut und bietet Platz für 27 Hortkinder, Räume im Erdgeschoss werden von der freiwilligen Feuerwehr genutzt. Im Jahr 2021 erfolgt ein neuer Umbau, um mehr Kinder aufnehmen zu können. Die vor dem Gebäude stehenden vier Laubbäume sind Naturdenkmale. |
| 08957269 | Alberodaer Straße 162               | Wohnstallhaus und drei Scheunen eines Vierseithofs sowie Toreinfahrt                       | bh; oh                                           | Das Wohnstallhaus stammt aus dem Jahr 1717, die Scheune entlang der Straße trägt den Namen des Bauherrn (Johann Gottfried Kolht) und den Hinweis „Ist erbautet den 4. September Ano 1803“, die übrigen beiden Scheunen und die Toreinfahrt sind auf das Jahr 1801 datiert. |
| 08957273 | Alberodaer Straße 189               | Scheune eines Dreiseithofs                                                                 | bh; op                                           | Die Scheune ruht auf geschichtetem Feldsteinsockel, Dach und Giebelseiten sind mit Schiefer verkleidet. „Das stattliche Gebäude gilt als gutes Zeugnis ländlicher Wohn- und Wirtschaftskultur.“ |
| 08957533 | Alberodaer Straße 191               | Wohnstallhaus, Nebengebäude, Scheune und Torbogen eines Dreiseithofs                       | bh; op                                           | Das Wohnhaus und die Scheune stammen aus dem Ende des 18. Jh., wobei das Fachwerk-Wohnhaus später noch modifiziert wurde. Die Scheune datiert aus dem Jahr 1900. |
| 08957268 | An den Teichen07                    | Gaststätte Edelhof; Wasserschloss derer von Milkau                                         | oh; bh                                           | Ehemaliges Wasserschloss vor 1890 eingeweiht, mit Toreinfahrt und Kelleranlage, seit den 1980er-Jahren Gaststätte |
| 08957284 | An der Mulde 14                     | Wohnhaus mit angebauter Terrasse                                                           | bh                                               | Die Villa im Schweizerstil ist mit 1901 datiert. Sie stand offenbar lange Jahre leer; im Jahr 2018 sind Entrümpelungsarbeiten im Gange. Ein Hinweis auf die Perspektive findet sich nicht. |
| 09305354 | Chemnitzer Straße                   | eh. Schacht 366; SDAG Wismut; Bergbaumonumente Aue; Halde                                  | rh; th; lp                                       | Die Halde wurde 1949 bis 1986 aufgeschüttet. „Trotz der erfolgten Veränderungen des Haldenkörpers stellt sie weiterhin eines der letzten Zeugnisse des Uranerzbergbaus in und um Aue durch die SDAG Wismut dar.“ Sie wurde begrünt und große Teile dienen als Freizeitpark (Platz für den Modellflugverein). |
| 09305388 | (Grenze zu Bad Schlema)             | Eisenbrücke: Fußgängerbrücke über die Zwickauer Mulde                                      | th; lp                                           | „filigran wirkende Stahlfachwerkbrücke“, zwischen 1876 und 1886 entstanden, um 1900 stillgelegt. Nach Sanierung Anfang des 21. Jahrhunderts ist sie Teil eines Rad- und Fußwegs. |
| 09305390 | (Grenze zu Bad Schlema)             | Eisenbahnbrücke der Strecke Schwarzenberg–Zwickau über die Zwickauer Mulde; um 1899        | et; th, lp                                       | „mächtige Stahlfachwerkbrücke“ |